# ألان لانغر
ألان لانغر (بالإنجليزية: Allan Langer)‏ هو لاعب دوري الرغبي أسترالي، ولد في 30 يوليو 1966 في إبسوتش في أستراليا.